# フェラ・フェリーダ
『フェラ・フェリーダ』（原題：Caetano）は、ブラジル人ミュージシャン、カエターノ・ヴェローゾが1987年に発表したスタジオ・アルバム。

## 背景
「ジウリエッタ・マシーナ」は、フェデリコ・フェリーニの妻としても知られる女優ジュリエッタ・マシーナに捧げられている。「イアー・オミン・ブン」は、カンドンブレの儀式で伝統的に歌われてきた曲である。
裏ジャケットの写真のカセットテープはアート・リンゼイから送られた物で、当時リンゼイが在籍していたユニット、アンビシャス・ラバーズの曲「コピー・ミー」のデモ・ヴァージョンが収録されており、ヴェローゾは本作リリースに伴うツアーにおいて同曲を歌った。なお、アンビシャス・ラバーズ自身のヴァージョンは1988年のアルバム『グリード』で発表され、また、ヴェローゾの次作『エストランジェイロ』（1989年）にはアンビシャス・ラバーズのメンバー2人が参加している。
本作のリリース当時、ヴェローゾはマスメディアに対する不信感を強め、プロモーションのためのインタビューを一切行わなかった。

## 評価
Alvaro Nederはオールミュージックにおいて5点満点中3点を付け「音楽的には、このアルバムの特に良い瞬間はノスタルジックな"O Ciúme"、パーカッシヴなアプローチの"Lá Omin Bum"、"Depois Que O Ilê Passar"、それに"Valsa de Uma Cidade"である」と評している。また、Peter Watrousは1988年5月15日付の『ニューヨーク・タイムズ』紙において、当時のブラジル音楽の傾向に関して「世界における文化的アンビヴァレンスを反映した、テカテカしてファンク色の強いロサンゼルス的なスタイルのアレンジ」と批判的な見解を述べつつ、本作に関しては「ヴェローゾは常に、どの姿勢が最も有用か、どの作風がそれぞれの曲の意味を最も的確に暗示するかを自問しながら、アレンジの調子を絶え間なく変化させている」と称賛している。

## 収録曲
特記なき楽曲はカエターノ・ヴェローゾ作。
1. ジョゼー - "José" - 2:56
2. エウ・ソウ・ネギーニャ? - "Eu Sou Neguinha?" - 5:02
3. ノイチ・ヂ・オテル（ホテルの夜） - "Noite de Hotel" - 3:02
4. ヂポイス・キ・オ・イレー・バッサール（イレーが通り過ぎた後に） - "Depois Que O Ilê Passar" (Miltão) - 3:02
5. ヴァルサ・ヂ・ウマ・シダーヂ（ある町のワルツ） - "Valsa de Uma Cidade" (Antônio Maria, Ismael Netto) - 3:47
6. ヴァモ・コメール（さあ、食べよう） - ""Vamo" Comer" (Caetano Veloso, Tony Costa) - 3:18
7. カント・ド・ボーラ・ヂ・ネーヴィ（雪玉の歌） - "Canto Do Bola de Neve" - 0:43
8. ジウリエッタ・マシーナ - "Giulietta Masina" - 3:37
9. オ・シウーミ/嫉妬 - "O Ciúme" - 5:45
10. フェラ・フェリーダ - "Fera Ferida" (Erasmo Carlos, Roberto Carlos) - 4:48
11. イアー・オミン・ブン - "Ia Omim Bum" (Public Domain) - 2:30